# Lao (fiume)
Il Lao è un breve fiume a corso perenne del versante tirrenico della Calabria. Nasce in Basilicata con il nome di Mercure.
Prende il nome dall'antica colonia greca di Laos, polis della Magna Grecia.

## Percorso
Lungo circa 55 km, e con un bacino di 162 km² nasce in Basilicata nel parco nazionale del Pollino su Serra del Prete, altura del massiccio del Pollino ad oltre 2.000 m di quota, tra il territorio di Viggianello e quello di Rotonda. Nel territorio lucano ha la denominazione di fiume Mercure e percorre la parte centro-meridionale della valle del Mercure.
Qui il fiume ha andamento prevalente da E-NE a O-SO.
Entrato in territorio calabrese presso i centri di Laino Borgo e Laino Castello accoglie le acque degli affluenti Battendiero e Jannello mutando qui il nome in Lao. Da questo punto, copioso di acque tutto l'anno, entra in una gola scorrendo estremamente incassato per svariati chilometri. Attraversa il territorio del comune di Papasidero per circa 15 chilometri. Giunto nei pressi di Orsomarso riceve da sinistra il fiume Argentino, suo principale tributario, ed esce dal tratto ingolato allargandosi notevolmente nel proprio alveo, dove si dirama a mo' di delta in svariati bracci secondari per sfociare nel Tirreno nel territorio del comune di Scalea, dove è stata inserita una centrale idroelettrica.

## Caratteristiche

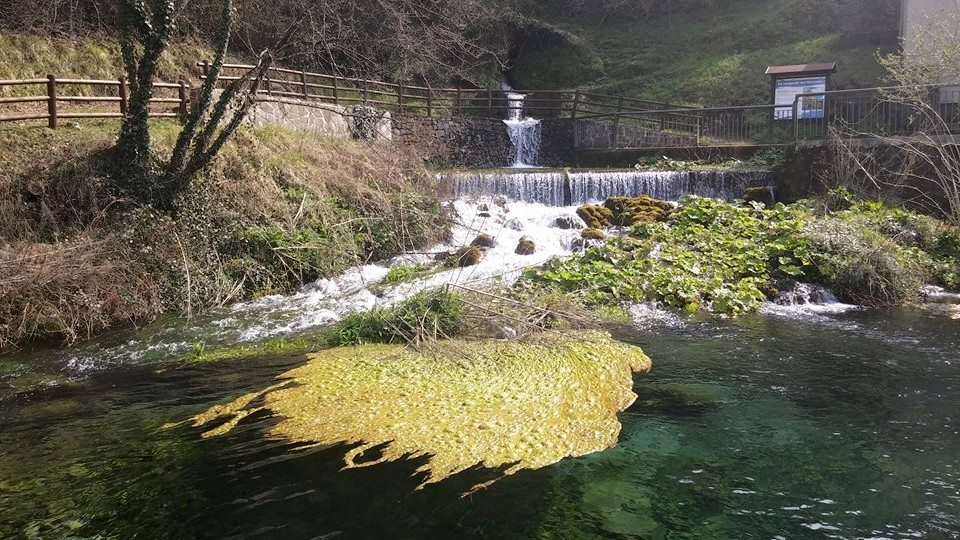
Sorgente del fiume Mercure-Lao a Viggianello.

Pur avendo un regime spiccatamente torrentizio con notevolissime variazioni di portata (specialmente in autunno quando può dar luogo a piene imponenti), il Lao si distingue nettamente dagli altri corsi d'acqua della regione per la copiosità delle sue portate medie (oltre 12 m³/s, il quarto della regione dopo Crati, Neto e Coscile) e minime (anche in estate difficilmente scende sotto i 5 m³/s), ciò grazie alla notevole permeabilità di gran parte del suo bacino.
Proprio per queste sue caratteristiche peculiari ed anche per la purezza delle sue acque e la lunghezza del suo tratto ingolato, il fiume è una meta frequentata dagli appassionati di rafting e canoa.
Il Lao inoltre dà il nome alla Riserva naturale Valle del Fiume Lao, nel comune di Papasidero, istituita nel 1987 all'interno del parco nazionale del Pollino.

## Storia
Nell'antichità il fiume era chiamato Laus (o Laos, Λαός in greco); era uno dei fiumi che segnava il confine tra i lucani e i bruzi. L'altro era il Chratis (Crati) nella parte terminale della foce, ma soprattutto lungo il corso del suo affluente Sybaris (Coscile), che nasce nel massiccio del Pollino, relativamente vicino alle sorgenti del Lao. Sboccava nel Sinus Laus (golfo di Policastro), nel Inferum mare. Il nome deriva dalla statua del Laocoonte, ritrovata alla sua foce a metà ottocento.

## Fauna
Il fiume e gli affluenti ospitano sia la trota fario d'immissione che esemplari autoctoni oltre alla rovella, all'alborella e all'anguilla.

## Problematiche
Manufatti in cemento posti trasversalmente al corso d’acqua (briglie) che rendono problematica la risalita del fiume da parte dell’ittiofauna. Mancato deflusso minimo vitale da parte dei gestori della centrale idroelettrica.